# Juraj Chmiel
Juraj Chmiel (* 16. srpna 1960 Budapešť) je český diplomat, politik a afrikanista. Od července 2024 působí jako mimořádný a zplnomocněný velvyslanec ČR ve Státu Kuvajt. Od června 2019 do září 2023 byl mimořádným a zplnomocněným velvyslancem ČR v Republice Slovinsko. Od září 2014 do června 2019 působil jako velvyslanec ČR v Maďarsku. Od července 2010 do prosince 2011 pracoval jako náměstek ministra pro zemědělskou a rybářskou politiku EU na Ministerstvu zemědělství České republiky. V letech 2009–2010 zastával post ministra pro evropské záležitosti ve vládě Jana Fischera (nestraník, navržen ODS). Předtím rovněž působil v diplomatických službách – jako mimořádný a zplnomocněný velvyslanec České republiky se sídlem v Austrálii (2008–2009) a v Nigérii (1996–1999 jako vedoucí zastupitelského úřadu a 1999–2003 jako velvyslanec).

## Osobní život
Po absolvování gymnázia v Bratislavě (1975–1979), vystudoval Filozofickou fakultu Univerzity Karlovy, obor orientalistika–afrikanistika (1979–1984). V letech 1984 až 1992 pracoval v kabinetu orientalistiky Ústavu historických věd Slovenské akademie věd. Poté nastoupil na ministerstvo zahraničních věcí České republiky, kde zastával postupně několik pozic – vrchní rada Odboru Afriky, politický specialista Organizace Spojených národů ve dvou zónách mírové operace OSN v Somálsku, velvyslanec ČR se sídlem v Nigérii, vládní rada odboru analýz a plánování a od února 2008 do 30. listopadu 2009 jako velvyslanec ČR v Austrálii. Předtím od dubna 2007 vedl Sekci předsedy vlády pro obranu, bezpečnost a zahraniční politiku při Úřadu vlády ČR.
30. listopadu 2009 jej prezident republiky Václav Klaus jmenoval ministrem pro evropské záležitosti České republiky, kdy ve funkci nahradil Štefana Füleho.
Do jmenování ministrem vlády ČR v listopadu 2009 byl členem Občanské demokratické strany. Jediným důvodem jeho vystoupení ze strany (27. listopadu) byl fakt, že vláda Jana Fischera je tvořena pouze nestraníky.. Do ODS se vrátil v roce 2011 a v témže roce působil i jako místopředseda Oblastního sdružení ODS na Praze 1. Od července 2010 do prosince 2011 pracoval jako náměstek ministra zemědělství s odpovědností za Společnou zemědělskou a rybářskou politikou EU, externí vztahy, program rozvoje venkova, environmentální problematiku a obnovitelné zdroje energie.
V letech 2012 až 2013 byl nedobrovolně na neplaceném volnu na MZV a živil se jako konzultant – OSVČ. V té době byl nezákonně trestně stíhaný a v  období před rokem 2012 již vyšetřovaný. Stíhání bylo ukončeno osvobozujícím pravomocným rozhodnutím prvoinstančního soudu.
V letech 2014–2019 pracoval jako mimořádný a zplnomocněný velvyslanec ČR v Maďarsku, se sídlem v Budapešti.
Od června 2019 do září 2023 působil jako mimořádný a zplnomocněný velvyslanec ČR ve Slovinsku, se sídlem v Lublani. 
Od října 2023 do 19. července 2024 byl zaměstnán jako ministerský rada na MZV a aktuálně je mimořádným a zplnomocněným velvyslancem ve Státě Kuvajt (souhlas přijímající země, agrément, obdržel 5.4.2024, pověřovací listiny předal 9.10.2024).
Je ženatý, má dvě děti.

## Ocenění
- Čestná medaile Policie České republiky (2019)
- Státní vyznamenání Maďarské republiky – Magyar Érdemrend Középkeresztye – Střední kříž Řádu za zásluhy o Maďarsko (2019)
- Ocenění Národní Rady Slovinské republiky za rozvoj vztahů se Slovinskem (2022)

## Dílo
Je také literárně činný. Kromě odborných publikací je mimo jiné autorem cestopisu ze západní a střední Afriky Hrob bílého muže (Mladá fronta, vydáno 2008). 
Dále je autorem např.:  
- Zahraničná politika Tanzánie od roku 1961, Praha 1984, diplomová práce;
- Československo-etiópske vzťahy v  období taliansko-etiópskeho konfliktu (1935–1939), Bratislava 1991, dizertačná práca;
- Riešenie národnostnej otázky v Etiópii na príklade Eritrey,  Historický časopis : Ústav historických vied Slovenskej akadémie vied Bratislava : VEDA, vydavateľstvo Slovenskej akadémie vied, 1988, roč. 36, č. 5, s. 760–775. Rés. rus., franc.;
- The Czechoslovak Armaments Industry and the Italo-Ethiopian Conflict, Asian and African Studies 1992, roč. 1, č. 2, s. 170–189.

a spoluautorem: 
- Evropská inspirace z Karlsruhe, Juraj Chmiel, Paul Kirchhof, Marek Chmel, Jiří Georgiev, Luděk Sefzig, Nakladatel – Odbor informování o Evropských záležitostí UV, 2009;
- Česká republika v  Evropě a ve světě – sborník příspěvků, edice Knihovna ODS č. 25, Postavení České republiky ve světě (s. 20–21). Vychází jako příloha Listů ODS v nákladu 200 ks. Vydalo ODS Publishing s.r.o., Březen 2010
- Stálá výstava Emanuel a Josef Zímovi, ZÚ ČR v Budapešti, 2018 (námět a spoluautor);
- Putovní výstava Jože Plečnik v Praze, ZÚ ČR v Lublani, 2020, (návrh námětu);
- Putovní výstava České stopy ve Slovinsku, ZÚ ČR v Lublani, 2022, (námět a spoluautor);
- Putovní výstava Životní příběh Františka Vladimíra Foita, ZÚ ČR v Lublani, 2023 (námět a spoluautor).

Přednáší o problematice Afriky, EU, diplomacii, zemědělské politice, obnovitelných zdrojích energie na řade univerzit, odborných institucích a konferencích v ČR a zahraničí.